# 玩具總動員4
是一部於2019年上映的美國3D動畫電影，由皮克斯動畫工作室製作、華特迪士尼工作室電影發行。該片為2010年電影《玩具總動員3》的續集、同時也是「玩具總動員系列」的第四部電影作品，由喬許·科雷執導。安德魯·史坦頓和史蒂芬妮・佛森擔任編劇；三人還與约翰·拉塞特、拉什达·琼斯、威爾·麥科馬克、瓦萊麗·拉波因特和馬丁·海因斯一起構思故事。
本作的配音陣容包括於前三作登場的湯姆·漢克斯、提姆·艾倫、安妮·波特斯、瓊安·庫薩克、唐·里柯斯（通過檔案錄音）、華萊士·肖恩、約翰·雷森伯格、布萊克·克拉克、邦妮·亨特、傑夫·格爾林、克里斯汀·沙爾、蒂莫西·道尔顿和伊絲特拉·哈里斯回歸聲演自己的角色，新的配音員包括托尼·海爾、基根-麥可·奇、喬登·皮爾、基努·李維和克莉絲汀娜·韓翠克絲。
《玩具總動員4》的故事發生在第三部電影之後，在本作中胡迪和巴斯光年及其他玩具與邦妮一起進行公路旅行，再度面臨“新生玩具來臨”的議題，與此同時，胡迪與曾經的舊愛牧羊女寶貝重逢後，開始尋找自身作為玩具的意義，同時，這部電影獻給了分別於2017年4月6日和2018年10月8日去世的唐·里柯斯（聲演蛋頭先生）和動畫師亞當·柏克。
《玩具總動員4》於2019年6月11日在洛杉磯首映，並在6月21日於美國上映，最終全球票房10.73億美元，成為2019年票房第八高的電影。與前作一樣，這部電影獲得了一致好評，因其故事、幽默、情感深度、音樂、動畫和表演而受到讚譽。這部電影在第92屆奧斯卡金像獎上獲得兩項提名，並獲得最佳動畫片獎和無數讚譽。

## 劇情
作為一件玩具，胡迪警長認為自己的首要任務是照顧他的主人，無論是以前的安弟還是現在的邦妮。但是當邦妮製造了一個不情願當玩具的“叉奇”後，胡迪一行人再度面臨“新生玩具來臨”的議題。叉奇是邦妮現在最愛的玩具，但他卻不願意正視自己莫名而得的身分，試圖逃離並結束自己身為“玩具”的生命。在與胡迪一行人隨著邦妮一家踏上公路旅行中，叉奇終於成功地逃離，使得胡迪不得不跳車找回他。在兩人開始展開一段迷失的旅途期間，胡迪卻在一間古董店裡與曾經的舊愛牧羊女寶貝重逢，並引發一連串的歷險。故事最後，胡迪找到作為玩具的新意義，決定離開邦妮，和寶貝踏上全新的歷程。

## 配音員
| 配音                 | 配音                 | 配音          | 配音          | 角色                                                        |
| 美国                 | 臺灣                 | 香港          | 中国大陆      | 角色                                                        |
| -------------------- | -------------------- | ------------- | ------------- | ----------------------------------------------------------- |
| 汤姆·汉克斯          | 李勇                 | 張衛健        | 张欣          | 胡迪（Woody）                                               |
| 提姆·艾伦            | 姜先誠               | 劉青雲        | 刘北辰        | 巴斯光年（Buzz Lightyear）                                  |
| 安妮·波特斯          | 崔幗夫               | 謝安琪        | 周帅          | 牧羊女寶貝（Bo Peep）                                       |
| 瓊安·庫薩克          | 劉小芸               | 莫蒨茹        | 杨梦露        | 翠丝（Jessie）                                              |
| 托尼·海爾            | 賴緯                 | 林澤群        | 赵路          | 叉奇（Forky）                                               |
| 基根-麥可·奇         | 徐偉翔               | 唐劍康        | 李正翔        | 鴨霸（Ducky）                                               |
| 喬登·皮爾            | 王希華               | 甄子康        | 刘垚          | 兔崽子（Bunny）                                             |
| 瑪德琳·麥克羅        | 孫語彤               | 楊雪悠        | 张筱悠        | 寶妮（Bonnie）                                              |
| 克莉絲汀娜·韓翠克絲  | 穆宣名               | 葉嘉敏        | 侯小菲        | 嘉比嘉比（Gabby Gabby）                                     |
| 基努·李維            | 張騰                 | 古明華        | 赵铭          | 卡蹦公爵（Duke Caboom）                                     |
| 松村艾麗             | 張乃文               | 張君洳        | 何佳易        | 吱吱妹（Giggle McDimples）                                  |
| 傑·赫南德茲          | 王辰驊               | 關信培        |               | 寶妮的爸爸（Bonnie's dad）                                  |
| 蘿莉·艾倫            | 林芳雪               | 潘芳芳        | 吴迪          | 寶妮的媽媽（Bonnie's mom）                                  |
| 布萊克·克拉克        | 楊少文               | 龍天生        | 苏鑫          | 彈簧狗（Slinky Dog）                                        |
| 唐·里柯斯            | 孫中台               | 高翰文        | 秦川          | 蛋頭先生（Mr. Potato Head）                                 |
| 伊絲特拉·哈里斯      | 陳季霞               | 謝月美        |               | 蛋頭太太（Mrs. Potato Head）                                |
| 約翰·雷森伯格        | 康殿宏               | 邱萬城        | 陈兆雄        | 火腿（Hamm）                                                |
| 華力士·肖恩          | 陳宗岳               | 潘文柏        | 谢添天        | 抱抱龍（Rex）                                               |
| 傑夫·皮金            | 王辰驊               | 李建良        |               | 三眼怪（Aliens）                                            |
| 寶妮·杭特            | 錢欣郁               | 郭碧珍        | 张安琪        | 桃莉（Dolly）                                               |
| 克莉絲汀·夏爾        | 龍顯蕙               | 賴芸芬        | 刘瑾          | 犀莉（Trixie）                                              |
| 提摩西·達頓          | 夏治世               | 李建良        |               | 釘子褲先生（Mr. Pricklepants）                              |
| 傑夫·格爾林          | 李勇                 | 黎景全        | 孟祥龙        | 小奶油（Buttercup）                                         |
| 埃米莉·戴維斯        | 埃米莉·戴維斯        | 埃米莉·戴維斯 | 埃米莉·戴維斯 | 比莉、羊羊、嘎嘎（Billy, Goat, and Gruff）                  |
| 約翰·莫瑞斯          | 張至超               | 黎景全        |               | 安弟（Andy）                                                |
| 傑克·麥克格勞        | 曾增瀚               | 潘雋翹        |               | 年幼的安弟（Young Andy）                                    |
| 蘿莉·麥凱佛          | 龍顯蕙               | 陳安瑩        |               | 安弟的媽媽（Andy's mom）                                    |
| 朱恩·斯奎布          | 陳季霞               | 謝月美        |               | 瑪嘉烈（Margaret the Store Owner）                          |
| 卡爾·韋瑟斯          | 王希華               | 蔡忠衛        |               | 卡佬戰鬥兵（Combat Carl）                                   |
| 瑪麗亞·巴爾加斯-古徳 | 曹鈞喬               | 陳樂欣        |               | 走失的小女孩（Lost Girl）                                   |
| 茱利安娜·漢森        | 薛晴                 | 麥智鈞        |               | 雲迪老師（Miss Wendy）                                      |
| 史蒂夫·普賽爾        |                      |               |               | 阿本（The Bensons）                                         |
| 莉拉·瑟姬            | 薛晴                 | 李芯怡        |               | 妮妮（Harmony）                                             |
| 梅爾·布魯克斯        | 夏治世               | 蔡忠衛        |               | 象仔布斯（Melephant Brooks）                                |
| 卡蘿·柏奈特          | 張乃文               | 馬慧琪        |               | 櫈仔邦妮（Chairol Burnett）                                 |
| 貝蒂·懷特            | 龍顯蕙               | 陳旭恆        |               | 咬人小白（Bitey White）                                     |
| 卡爾·雷納            | 康殿宏               | 陳振聲        |               | 犀牛阿卡（Carl Reineroceros）                               |
| 阿蘭·奧本海默        | 陳宗岳               | 李家輝        |               | 懷舊鬧鐘（Old Timer）                                       |
| 柏翠茜·雅格          |                      | 朱薰          |               | 妮妮媽媽（Harmony's Mother）                                |
| 比爾·哈德            | 張至超               |               |               | 阿克塞爾（Axel）                                            |
| Flea                 | 康殿宏               | 蔡忠衛        |               | 卡蹦公爵廣告旁白（Duke Caboom commercial announce）         |
| 梅麗莎·維拉塞諾      | 孫若薇               |               |               | 凱倫·貝弗利（Karen Beverly）                                |
| 瑞奇·韓德森          |                      |               |               | 奧克蘭運動家點頭娃娃（Oakland Athletics bobblehead figure） |
|                      | 曾詩淳 曾郁涵 葉惟甯 |               |               |                                                             |

## 發行
電影原定於2017年6月16日發行，但是在2015年10月8日，皮克斯將上映日期推遲到2018年6月15日，原本的檔期被《汽車總動員3》所取代。2016年10月26日，發布又被延遲，定於2019年6月21日上映，而2018年6月15日的檔期則改成《超人特攻隊2》。
2019年5月，制片人马克·尼尔森表示，皮克斯将专注于制作《玩具总动员4》之后的原创电影，而不是续集。配音员汤姆·汉克斯在节目对提姆·艾伦中表示，该片将是该系列的最后一部电影，在《玩具总动员4》中，胡迪和巴斯光年在剧情上作最后告别。然而，尼尔森并没有排除拍摄第五部电影的可能性，他说，「我们拍的每部电影，我们都把它当作是我们将要拍的第一部和最后一部电影，所以你要强迫自己坚持下去」。

## 評價
本片大獲好評，爛番茄根據460條評論，持有97%的新鮮度，平均得分8.4／10，觀眾好評度97%，均分4.6/5，網站影評家共識為「《玩具總動員 4》溫暖人心、有趣且動畫精美，完成了一項看似不可能的壯舉，延續了——也許是結束了——一個幾乎完美的動畫傳奇」。在Metacritic上，電影獲得了84分，屬於「普遍讚譽」和獲得「必看佳作（Must-See）」標籤。
2023年8月，爛番茄整理出「2010年代最佳50部動畫電影排行榜」，《玩具總動員4》名列該榜單的榜首。

## 票房
北美地區開片首周即達1.18億美金，全球方面，首週票房2.38億美金，止2019年9月3日，《玩具总动员4》在日本进账8683万美元成为头号票仓，英国（7835万美元）、墨西哥（7188万美元）和巴西（3253万美元）分列其后，中国大陆仅以2910万美元排在第5名。
截至2019年11月17日，《玩具总动员4》在美国和加拿大的票房收入为4.34亿美元，在其他地区的票房收入为6.394亿美元，全球票房总额为10.73亿美元。该片于2019年8月11日突破十亿美元大关，也是迪士尼在2019年出品，继《惊奇队长》、《阿拉丁》、《狮子王》、《复仇者联盟4：终局之战》后，第五部突破十亿美元票房的电影。
台灣方面，首週四天票房為新台幣8262萬元；次週票房累計至新台幣1.82億元；第三週票房累計至新台幣2.39億元；第四週票房累計至新台幣2.74億元；最終全台票房為新台幣3.12億元。
中国大陆方面影片上映后不敌同期上映的《千与千寻》，首周两天获得5700余万人民币。位列当周票房第二位。第二周票房突破1亿人民币，依然不敌《千与千寻》。
| 上一届： 《MIB星際戰警：跨國行動》 | 2019年美國週末票房冠軍 第25-26週 | 下一届： 《蜘蛛人：離家日》 |
| 上一届： 《MIB星際戰警：跨國行動》 | 2019年台北週末票房冠軍 第25-26週 | 下一届： 《蜘蛛人：離家日》 |
| 上一届： 《蜘蛛俠：決戰千里》      | 2019年香港一週票房冠軍 第28-29週 | 下一届： 《獅子王》         |

## 外部鏈接
- 反斗奇兵官方網站 （页面存档备份，存于）
- 反斗奇兵官方的Facebook專頁
- 互联网电影数据库（IMDb）上《玩具總動員4》的资料（英文）
- Box Office Mojo上《玩具總動員4》的資料（英文）
- 爛番茄上《玩具總動員4》的資料（英文）
- Metacritic上《玩具總動員4》的資料（英文）
- AllMovie上《玩具總動員4》的资料（英文）
- 開眼電影網上《玩具總動員4》的資料（繁體中文）
- Yahoo奇摩電影上《玩具總動員4》的資料（繁體中文）
- 雅虎香港電影上《玩具總動員4》的資料（繁體中文）
- 豆瓣电影上《玩具總動員4》的資料 （简体中文）
- 时光网上《玩具總動員4》的資料（简体中文）
- 玩具總動員4 - Disney+